# 蔓生山珊瑚
蔓生山珊瑚（学名：Galeola nudifolia），为兰科山珊瑚属下的一个植物种。